# Jonathan Kaplan (Regisseur)
Jonathan Kaplan (* 25. November 1947 in Paris; † 1. August 2025 in Los Angeles, Kalifornien) war ein US-amerikanischer Regisseur.

## Leben
Kaplans Vater war der Komponist Sol Kaplan, der für die Filmindustrie tätig war; seine Mutter Frances Heflin (1920–1994) war eine Schauspielerin. Als Kind spielte Kaplan im Broadway-Theaterstück The Dark at the Top of the Stairs, bei dem Elia Kazan Regie führte. Er studierte an der University of Chicago und an der Filmfakultät der New York University.
Seine ersten Aufgaben als Regisseur erhielt Kaplan Anfang der 1970er Jahre von Produzent Roger Corman. Zu seinen frühen Werken gehören Blaxploitation-Filme wie The Slams und Truck Turner sowie der Kultfilm Over the Edge (1979), in dem Vincent Spano und Matt Dillon ihre ersten Rollen hatten. Sein Coming-of-Age-Drama Over the Edge, das sich mit dem Thema Jugendrebellion und -gewalt auseinandersetzt, inspirierte den Videoclip zum Song Smells Like Teen Spirit der Grunge-Band Nirvana von 1991, bei dem Samuel Bayer Regie führte.
Kaplan führte Regie bei dem Filmdrama Angeklagt aus dem Jahr 1988 (mit Jodie Foster), das im Wettbewerb um den Goldenen Bären auf der Berlinale 1989 lief. Andere Filme unter seiner Regie waren unter anderem Bad Girls aus dem Jahr 1994 (mit Madeleine Stowe, Mary Stuart Masterson, Andie MacDowell und Drew Barrymore) und Brokedown Palace aus dem Jahr 1999 (mit Claire Danes, Kate Beckinsale und Bill Pullman).
Seit Ende der 1990er Jahre arbeitete Kaplan fast ausschließlich für das Fernsehen und war unter anderem Regisseur und Produzent bei zahlreichen Folgen von Emergency Room – Die Notaufnahme, für die er 2001 für den Emmy Award nominiert wurde.
Jonathan Kaplan starb Anfang August 2025 im Alter von 77 Jahren an Leberkrebs.

## Filmografie (Auswahl)
- 1972: Night Call Nurses
- 1973: The Student Teachers
- 1973: The Slams
- 1974: Chikago Poker (Truck Turner)
- 1975: Straße der Gewalt (White Line Fever)
- 1977: Mister Billion (Mr. Billion)
- 1979: Wut im Bauch (Over the Edge)
- 1979: Das elfte Opfer (11th Victim, Fernsehfilm)
- 1980: The Hustler of Muscle Beach (Fernsehfilm)
- 1981: Ein Räuber mit Herz (The Gentleman Bandit, Fernsehfilm)
- 1983: … und wenn der letzte Reifen platzt (Heart Like a Wheel)
- 1983: Operation Osaka (Girls of the White Orchid, Fernsehfilm)
- 1987: Project X
- 1988: Angeklagt (The Accused)
- 1988: Second Hand Familie (Immediate Family)
- 1991: Fatale Begierde (Unlawful Entry)
- 1992: Love Field – Liebe ohne Grenzen (Love Field)
- 1994: Bad Girls
- 1994: Auf Bewährung (Rebel Highway: Reform School Girl, Fernsehfilm)
- 1996: Kaltblütig (In Cold Blood, Fernsehfilm)
- 1997–2009: Emergency Room – Die Notaufnahme (ER, Fernsehserie, 40 Episoden)
- 1999: Brokedown Palace
- 2005–2012: Law & Order: Special Victims Unit (Fernsehserie, acht Episoden)
- 2006–2009: Without a Trace – Spurlos verschwunden (Without a Trace, Fernsehserie, neun Episoden)
- 2011: A Gifted Man (Fernsehserie, zwei Episoden)